# Einzugsermächtigung
Das Einzugsermächtigungsverfahren war in Deutschland und Österreich neben dem Abbuchungsauftrag eines von zwei Lastschriftverfahren im Rahmen des bargeldlosen Zahlungsverkehrs. In Österreich wurde es per 1. Februar 2014 durch die SEPA-Lastschrift bzw. SEPA-Firmenlastschrift abgelöst, in Deutschland konnte es noch innerhalb einer Übergangsfrist bis 1. Februar 2016 eingeschränkt genutzt werden.
Durch die SEPA-Lastschrift oder SEPA-Firmenlastschrift wurde das Verfahren den Sicherheitsvorteilen des Dauerauftrags angeglichen, jedoch geht die Veranlassung weiter vom Zahlungsempfänger aus. Der hauptsächliche Unterschied ist, dass der Dauerauftrag einen fixen Betrag umfasst, die Lastschriften auch veränderliche Summen enthalten können.

## Allgemeines
Beteiligte bei beiden Lastschriftverfahren sind der Gläubiger als Zahlungsempfänger, dessen kontoführende Bank als die erste Inkassostelle, der Schuldner ist Zahlungspflichtiger, dessen kontoführendes Institut ist die Zahlstelle.
Von der Schaffung des Europäischen Zahlungsraumes (SEPA) ist auch das nationale deutsche Lastschriftverfahren betroffen. Seit November 2009 gibt es das SEPA-Lastschriftverfahren, das sich auch auf die beiden deutschen Lastschriftarten auswirkt. Die Termine für die Beendigung der nationalen Zahlungssysteme ergeben sich aus der EU-Verordnung Nr. 260/2012. Demnach sind die nationalen Lastschriften gemeinsam mit der nationalen Überweisung seit dem 1. Februar 2014 abgeschaltet. Seither sind alle beleglosen Zahlungsvorgänge auf SEPA umgestellt.

## Rechtsfragen
Bei der SEPA-Lastschrift gelten materiell-rechtlich die Vorschriften des Zahlungsdiensterechts (§§ 675 ff. BGB) und formell die – als AGB anzusehenden – Sonderbedingungen für den Lastschriftverkehr. Zwischen den Kreditinstituten ist das Lastschriftabkommen anzuwenden. Zudem hat im Juli 2010 der BGH die Rechtsprechung zur Einzugsermächtigung in der Insolvenz vereinheitlicht und einen Weg zur Fortentwicklung der Einzugsermächtigungslastschrift in eine (vor)autorisierte Zahlung aufgezeigt. Hierin hat der BGH bestätigt, dass das Einzugsermächtigungslastschriftverfahren von der Kreditwirtschaft seit Inkrafttreten des neuen Zahlungsdiensterechts rechtswirksam in den AGB dem SEPA-Basislastschriftverfahren nachgebildet werden kann (§ 675j Abs. 1, § 675x Abs. 1, Abs. 2, Abs. 4 BGB).
Die Sonderbedingungen für den Lastschriftverkehr konkretisieren als Allgemeine Geschäftsbedingungen den Zahlungsdiensterahmenvertrag, wonach der Zahlungsvorgang mittels Einzugsermächtigungslastschrift durch den Kunden erst nachträglich über die Genehmigung der entsprechenden Lastschriftbuchung auf seinem Konto autorisiert wird (Abschnitt A. Nr. 2. 1. 1 und Nr. 2. 4). Demgegenüber ist die Zahlung mittels Lastschrift im SEPA-Lastschriftverfahren gegenüber der Zahlstelle bereits vorab mit Erteilung des SEPA-Lastschriftmandats autorisiert (Abschnitt C. und D. jeweils Nr. 2. 2. 1). Das SEPA-Mandat beinhaltet nämlich nicht nur – wie die Einzugsermächtigung (Abschnitt A. Nr. 2. 1. 1) – die Gestattung des Zahlungsempfängers, den Betrag vom Konto des Zahlungspflichtigen einzuziehen, sondern darüber hinaus auch die an die Zahlstelle gerichtete Weisung, die vom Zahlungsempfänger auf das Schuldnerkonto gezogene SEPA-Lastschrift einzulösen (Abschnitt C. und D. jeweils Nr. 2. 2. 1).
In den Sonderbedingungen ist für die Einzugsermächtigungslastschrift klargestellt, dass der Zahlungspflichtige den Zahlungsvorgang mit Erteilung der Einzugsermächtigung nicht vorab autorisiert; die (nachträgliche) Autorisierung hängt vielmehr von der Erteilung der Genehmigung gegenüber der Zahlstelle ab. Auch nach den seit 9. Juli 2012 wirksamen neuen Bank-AGB gelten Einzugsermächtigungen nicht als vorab autorisiert. Mangels Vorabautorisierung des Zahlungsvorgangs fällt das Einzugsermächtigungsverfahren in der derzeitigen rechtlichen Ausgestaltung daher nicht in den Anwendungsbereich des § 675x BGB. Beim Einzugsermächtigungsverfahren hängt die Wirksamkeit der Kontobelastung davon ab, dass der Zahlungspflichtige diese gegenüber seiner Zahlstelle genehmigt (§ 684 Satz 2 BGB). Mangels girovertraglicher Weisung steht der Zahlstelle im Deckungsverhältnis damit solange kein Aufwendungsersatzanspruch gemäß § 670 BGB zu, bis der Zahlungspflichtige die unberechtigte Belastung seines Kontos nach § 684 Satz 2 BGB genehmigt hat.

## SEPA-Basislastschrift
Die SEPA-Basislastschrift (SEPA Core Direct Debit) enthält vom deutschen Einzugsermächtigungslastschriftverfahren zahlreiche bekannte Elemente. Aufgrund der Regelwerke für die SEPA-Basislastschrift müssen erstmalige Lastschriften fünf Tage vor Fälligkeit bei der Zahlstelle vorliegen, darauf folgende wiederkehrende Zahlungen hingegen mindestens zwei Tage vor Fälligkeit. Die Vorlauffrist für einmalige Lastschriften beträgt ebenfalls fünf Tage. Einer SEPA-Basislastschrift kann innerhalb von acht Wochen nach Kontobelastung widersprochen werden, so dass der Belastungsbetrag wieder gutgeschrieben wird. Bei einer nicht autorisierten Zahlung kann der Zahler innerhalb von 13 Monaten nach Belastung die Erstattung des Lastschriftbetrages verlangen.
Das Gesetz sieht ausdrücklich vor, dass der Zahlungsauftrag dem Zahlungsdienstleister des Zahlers „unmittelbar oder mittelbar über den Zahlungsempfänger“ erteilt wird (§ 675f Abs. 3 Satz 2 BGB). Nach Abschnitt A. Nr. 2.4 der Sonderbedingungen für den Lastschriftverkehr können Einwendungen des Zahlungspflichtigen bei Einzugsermächtigung sechs Wochen nach Rechnungsabschluss geltend gemacht werden.

## Erfüllung
Nach den Grundsätzen der Erfüllung einer Geldschuld ist die dem Lastschrifteinzug zugrunde liegende Forderung erst mit vorbehaltloser Gutschrift auf dem Konto des Zahlungsempfängers – auflösend bedingt – erfüllt. Mit vorbehaltloser Gutschrift erlangt der Zahlungsempfänger die erforderliche uneingeschränkte Verfügungsbefugnis über den Zahlbetrag. Im Inkassoverhältnis zwischen Gläubiger und seiner Bank ergeben sich im SEPA-Verfahren keine Änderungen. Im Fall des Einzugs der Forderung mittels Lastschrift bewirkt der Zahlungspflichtige mit der Kontogutschrift nicht die originär geschuldete Geldzahlung, sondern verschafft dem Gläubiger stattdessen einen Auszahlungsanspruch gegen dessen erste Inkassostelle. Eine solche rechtgeschäftliche Erfüllungsvereinbarung kann unter einer auflösenden Bedingung stehen, so dass die Rechtsfolge der Erfüllung im Falle des Bedingungseintritts entfällt. Allerdings hat der Gläubiger im SEPA-Basislastschriftverfahren – anders als im SEPA-Firmenlastschriftverfahren (§ 675e Abs. 4 BGB in Verbindung mit Abschnitt D. Nr. 2. 1. 1 am Ende) – erst acht Wochen nach der Belastungsbuchung auch eine endgültig gesicherte Rechtsposition erlangt. Bis zu diesem Zeitpunkt kann der Zahlungspflichtige von seiner Bank ohne Angabe von Gründen Erstattung des Zahlbetrages verlangen (§ 675x Abs. 1, Abs. 2, Abs. 4 BGB i. V. m. Abschnitt C. Nr. 2. 5 Abs. 1).

## Lastschriftrückgabe
Nicht eingelöste Lastschriften werden als Rücklastschriften bezeichnet. Sie werden nach einem im Lastschriftabkommen definierten Verfahren zwischen den beteiligten Kreditinstituten zurückgerechnet, dem Konto des Zahlungsempfängers wieder belastet und dem Konto des Zahlungspflichtigen wieder gutgeschrieben. Gründe für die Rückgabe einer Lastschrift können sein:
- Das Einzugskonto weist keine Deckung auf, das heißt, dass auf dem Konto weder ausreichendes Guthaben vorhanden ist noch eine ausreichende Kreditlinie besteht.
- Das angegebene Konto besteht nicht oder ist aufgelöst worden. EC-Cash-Lastschriften müssen innerhalb einer 8-Tage-Frist (Einreichung des Händlers) trotzdem eingelöst werden.
- Bei dem angegebenen Konto handelt es sich um ein Sparkonto.
- Kontonummer und Name des Zahlungspflichtigen passen nicht zusammen.
- Der Zahlungspflichtige hat der Lastschrift widersprochen.

Dem Zahlungsempfänger wird der Grund einer zurückgegebenen Lastschrift üblicherweise mitgeteilt, etwa beim Widerspruch durch den Hinweis „Vorgelegt und nicht bezahlt wegen Widerspruchs“. Wenn die Lastschrift allerdings mangels Deckung nicht ausgeführt wird, darf dies nicht mitgeteilt werden (Rückgabetext „Vorgelegt und nicht bezahlt“).
Bankgebühren für Lastschriftrückgaben dürfen aufgrund verschiedener Urteile des Bundesgerichtshofs dem Zahlungspflichtigen von der Zahlstelle nicht belastet werden. Entgelte für den Zahlungsempfänger sind dagegen zulässig. Dieser kann die ihm entstandenen Aufwendungen und Auslagen gegenüber dem Zahlungspflichtigen als Schadensersatz geltend machen, sofern eine Einzugsermächtigung zum Zeitpunkt der Einreichung der Lastschrift rechtswirksam vorlag.

## Widerruf
Der Widerruf ist in § 675j Abs. 2 Satz 1, § 675p BGB abschließend geregelt, sofern mindestens ein Verbraucher beteiligt ist. Schon dem eindeutigen Wortlaut nach gibt § 675x BGB dem Zahlungspflichtigen einen eigenständigen Anspruch als aktives Gegenrecht, der die Autorisierung des Zahlungsvorgangs nicht entfallen lässt. Ebenso wenig eröffnet § 675p Abs. 4 Satz 1 BGB im Fall der Lastschrift die Möglichkeit, die Frist zum Widerruf des Zahlungsauftrags durch vertragliche Vereinbarung zwischen Zahlungspflichtigem und dessen Zahlstelle zu verlängern. Verweigert der Zahlungspflichtige die Genehmigung, indem er der Belastungsbuchung widerspricht, muss die Zahlstelle diese Belastung berichtigen. Erfolgt der Widerspruch innerhalb von sechs Wochen nach der Belastungsbuchung, so kann die Zahlstelle die Lastschrift im Interbankenverhältnis zurückgeben (Abschnitt III Nr. 1 und 2 des Lastschriftabkommens); die Inkassostelle belastet sodann das Gläubigerkonto mit dem zuvor gutgeschriebenen Betrag einschließlich Rücklastschriftgebühren. Durch § 675x BGB gilt im nationalen Lastschriftverfahren eine Frist von 8 Wochen nach Belastung (seit dem 9. Juli 2012). Das Unterlassen rechtzeitiger Einwendungen gilt als Genehmigung der Belastung. Bei einer nicht vorhandenen Einzugsermächtigung kann innerhalb einer Frist von bis zu 13 Monaten eine Korrektur erfolgen (§ 676b Abs. 2 BGB). Nach Ablauf der Frist von 13 Monaten bestehen nach einer Belastung auf dem Konto grundsätzlich keine Erstattungs- oder Schadenersatzansprüche mehr. Die Widerspruchsfrist für den Zahlungspflichtigen beträgt im europäischen SEPA-Lastschriftverfahren 8 Wochen nach Kontobelastung. Widerspricht der Zahlungspflichtige bei Lastschriften im Einzugsermächtigungsverfahren rechtzeitig oder liegt keine Einzugsermächtigung vor, so gilt die betroffene Lastschrift als nicht autorisiert. Die Zahlstelle ist danach verpflichtet, nicht autorisierte Belastungen zu stornieren (§ 675u BGB). Eine Genehmigung kann nicht in dem bloßen Schweigen auf einen zugegangenen Kontoauszug gesehen werden. In einem bloßen Schweigen auf einen solchen Auszug liegt keine schlüssige rechtsgeschäftliche Erklärung, geschweige denn eine Genehmigung von Kontobelastungen.
Bei Firmenlastschriften kann das Widerrufsrecht des § 675j Abs. 2 BGB in Verbindung mit § 675e Abs. 4 BGB ausgeschlossen werden mit der Folge, dass ein Widerruf einer dem Konto des Zahlungspflichtigen belasteten Lastschrift nicht möglich ist.

## Übergangsfrist für das Einzugsermächtigungsverfahren
Die Einzugsermächtigung wird von § 675c BGB nur am Rande erfasst, denn es fehlt das Kernstück des neuen Bankvertragsrechts, nämlich der Zahlungsauftrag eines Zahlungspflichtigen an seine Zahlstelle. Das bisherige Einzugsermächtigungsverfahren ist seit dem 1. Februar 2016 nicht mehr zulässig und durfte bis dahin übergangsweise nur noch für Zahlungen genutzt werden, die an einer Verkaufsstelle mit Hilfe einer Zahlungskarte generiert werden („elektronisches Lastschriftverfahren“).

## Vor- und Nachteile für die Beteiligten
Das Einzugsermächtigungsverfahren bringt für den Zahlungsempfänger erhebliche Rationalisierungseffekte, vor allem Organisations- und Buchungsvorteile mit sich und ist kostengünstig. Er besitzt die Initiative für den Einzug seiner Außenstände und erhält das ihm zustehende Geld in der Regel auf den Tag genau rechtzeitig, was mit erheblichen Liquiditäts- und Zinsvorteilen verbunden ist. Eine gesonderte buchungsmäßige Erfassung ist lediglich in den verhältnismäßig seltenen Fällen erforderlich, in denen das Lastschriftinkasso scheitert; das gesamte Mahnwesen kann weitgehend entfallen, weil die Debitorenkontrolle auf ein Minimum reduziert wird. Für den Verbraucher hat diese Form der bargeldlosen Zahlung den Vorteil, dass er weder Schecks auszustellen noch Überweisungsaufträge zu erteilen braucht. Die Einzugsermächtigung ist für ihn insofern risikolos, als er der Belastung seines Kontos durch Widerruf entgegentreten kann.
Da der Verbraucher die Kontodeckung zu jedem Fälligkeitstermin jeder erteilten Einzugsermächtigung sicherstellen muss, sowie zur anschließenden Kontrolle der eingezogenen Beträge für den Fall eines notwendigen Widerspruchs gezwungen ist, steigt sein Aufwand proportional zur Anzahl der erteilten Einzugsermächtigungen. Des Weiteren trägt der Verbraucher das Risiko, dass die einziehende Stelle im Falle einer durch den Verbraucher bewusst oder unbewusst verschuldeten nicht möglichen Lastschrift die ihr entstandenen Kosten von ihm zurückfordern wird.